# Крулевець-Попшечни
Крулевець-Попшечни (пол. Królewiec Poprzeczny) — село в Польщі, у гміні Смикув Конецького повіту Свентокшиського воєводства.
У 1975-1998 роках село належало до Келецького воєводства.